# Loxosceles valdosa
Espèce
Loxosceles valdosa est une espèce d'araignées aranéomorphes de la famille des Sicariidae.

## Distribution
Cette espèce est endémique du Mexique. Elle se rencontre dans les grottes Cueva de Valdosa, Cueva de Los Sabinos, Cueva de Taninul, Sotano Escondido, Cueva de la Libertad, Cuevacita del Sotanito au Tamaulipas et Cueva del Abra, Cueva de San Rafael de los Castros, Grutas de Quintero et Sotano de Vasquez au San Luis Potosi.

## Description
Le mâle holotype mesure 7,9 mm et la femelle 9,6 mm.

## Publication originale
- Gertsch, 1973 : A report on cave spiders from Mexico and Central America. Studies on the cavernicole fauna of Mexico and adjacent regions, Association of Mexican Cave Studies Bulletin, vol. 5, p. 141-163 (texte intégral).